# Акаиси, Косэй
Косэй Акаиси (яп. 赤石光生 Акаиси Косэй, род. 29 февраля 1965 года) — японский борец вольного стиля, призёр чемпионатов мира и Азии, Олимпийских и Азиатских игр.

## Биография
Родился в 1965 году в Хиросаки префектуры Аомори. В 1984 году завоевал серебряную медаль Олимпийских игр в Лос-Анджелесе. В 1986 году стал серебряным призёром Азиатских игр в Сеуле. В 1988 году занял 4-е место на Олимпийских играх в Сеуле. В 1989 году стал серебряным призёром чемпионата мира. В 1992 году завоевал бронзовую медаль Олимпийских игр в Барселоне.